# Seladerma antennatum
Seladerma antennatum är en stekelart som först beskrevs av Walker 1833.  Seladerma antennatum ingår i släktet Seladerma och familjen puppglanssteklar. Inga underarter finns listade i Catalogue of Life.